# Bifidunguiglenea gestroi
Bifidunguiglenea gestroi – gatunek chrząszcza z rodziny kózkowatych i podrodziny zgrzypikowych. Jedyny przedstawiciel rodzaju Bifidunguiglenea.

## Zasięg występowania
Gatunek ten występuje w Azji Południowo-Wschodniej, notowany w Mjanmime oraz Wietnamie.